# 冨田直人
冨田 直人（とみた なおと、1994年5月10日 - ）は、日本の元男子バレーボール選手、指導者である。

## 来歴
埼玉県ふじみ野市出身。兄の影響で10歳からバレーボールを始める。
東亜学園高等学校、専修大学を経て、2016/17シーズン、V・プレミアリーグ（当時の1部リーグ）に所属するFC東京の内定選手となった。内定選手としてV・プレミアリーグの試合に出場し、Vリーグデビューを果たした。
2017年、大学卒業後に、FC東京に入団した。
2020年、2019/20シーズン終了をもって現役引退し、アシスタントコーチに就任した。
2021年、2020/21シーズン終了をもってFC東京を退団し、出身県のチームでV.LEAGUE DIVISION1 WOMEN（V1女子）に所属する埼玉上尾メディックスのコーチに就任した。

## 所属チーム

### 選手歴
- 東亜学園高等学校（2010-2013年）
- 専修大学（2013-2017年）
- FC東京（2017-2020年）

### 指導歴
- FC東京 アシスタントコーチ（2020-2021年）
- 埼玉上尾メディックス コーチ（2021年-）